# Федотов, Николай Фёдорович
Николай Фёдорович Федотов (15 мая 1915, село Капыстичи, Курская губерния — 27 ноября 1994) — командир отделения конной разведки, сержант — на момент представления к награждению орденом Славы 1-й степени.

## Биография
Родился 15 мая 1915 года в селе Капыстичи (ныне — Рыльского района Курской области). Рано остался без отца, окончил только начальную школу. В 1929 году в числе первых ступил в колхоз. В 1935 году окончил шестимесячные курсы трактористов. Работал трактористом в колхозе в селе Асмолово того же района.
В августе 1941 года был призван в Красную Армию. С того же времени участвовал в боях с захватчиками, воевал в пехоте. В боях за Сталинград пулеметчик Федотов заслужил первую боевую награду — медаль «За отвагу». С лета 1943 года воевал в разведке 357-й стрелковой дивизии. Участвовал в сражении на Курской дуге, в тяжелых оборонительных боях под Белгородом.
Потом были бои за Харьков и Полтаву, стремительный бросок к Днепру, освобождение Кременчуга. В ходе наступления разведчик Федотов в составе разведгруппы, как правило, шел впереди наступавших войск, участвовал в захвате «языков», обеспечивал командование сведениями об обороне противника, системе его заграждений, о местонахождении резервов. За отвагу и мужество при выполнении заданий командования он был награждён орденом Красной Звезды.
После форсирования Днепра 375-я Харьковская стрелковая дивизия принимала участие в окружении и разгроме группировки противника в районе Корсунь-Шевченковского.
В ночь на 8 марта 1944 года, находясь в разведке, в районе деревни Водяное Шполянского района Черкасской области красноармеец Федотов в составе разведгруппы участвовал в захвате «языка», который затем дал ценные сведения.
Приказом командира 375-й стрелковой дивизии от 19 апреля 1944 года красноармеец Федотов Николай Фёдорович награждён орденом Славы 3-й степени.
Развивая наступление, войска 2-го Украинского фронта вскоре форсировали Днестр. 375-я Харьковская дивизия участвовала в Ясско-Кишиневской операции, вела бои на территории Румынии, Венгрии. 21 сентября 1944 года, действуя во главе группы, в районе населенного пункта Белинд вместе с бойцами уничтожил 12 пехотинцев и 8 захватил в плен.
В декабре 1944 года — январе 1945 года дивизия в составе войск 7-й гвардейской армии вела бои севернее Будапешта на левом берегу Дуная, тяжелые бои в Малых Карпатах.
17 декабря разведгруппа, в составе которой был красноармеец Федотов, проникла глубоко в тыл противника. В районе населенного пункта Дорогхаза разведчики обнаружили засаду. С наступлением сумерек, зайдя с тыла, они внезапно атаковали противника. Разведгруппа в этом бою уничтожила около двух десятков противников. Федотов получил два ранения, но он продолжал бой до полного уничтожения врага. За этот бой был представлен к награждению орденом Славы 2-й степени.
В начале января 1945 года дивизия вела тяжелые бои на реке Грон. 5 января сержант Федотов во главе поисковой группы проник в расположение противника, захватил «языка» и доставил его в штаб дивизии. 6 января дивизия в составе ударной группировки 7-й гвардейской армии прорвала оборону противника на реке Грон и, наступая вдоль левого берега Дуная, вслед за танками устремилась на Комарно с целью овладения переправами через Дунай. Разведчики как всегда шли впереди. За этот бой был представлен к награждению орденом Славы 1-й степени.
Приказом от 9 февраля 1945 года красноармеец Федотов Николай Фёдорович награждён орденом Славы 2-й степени.
Войну разведчик Федотов закончил в Австрии. День Победы встречал в Вене. В ноябре 1945 года, как имеющий два ранения, был демобилизован. Вернулся домой. Уже здесь его нашла последняя фронтовая награда.
Указом Президиума Верховного Совета СССР от 15 мая 1946 года за исключительное мужество, отвагу и бесстрашие в боях с вражескими захватчиками сержант Федотов Николай Фёдорович награждён орденом Славы 1-й степени. Стал полным кавалером ордена Славы.
Вернувшись с фронта, Федотов сразу сел за рычаги трактора. Много лет работал механизатором в колхозе имени Мичурина. Последние годы жил в городе Рыльске Курской области.
Скончался 27 ноября 1994 года.
Награждён орденами Отечественной войны 1-й степени, Красной Звезды, Славы 3-х степеней, медалями, в том числе «За отвагу».